# Jenno Berckmoes
Jenno Berckmoes (* 4. Februar 2001 in Gent) ist ein belgischer Radrennfahrer, der auf der Straße aktiv ist.

## Sportlicher Werdegang
Nach dem Wechsel in die U23 fuhr Berckmoes ab 2020 zunächst für das Home Solution-Soenens Cycling Team, das spätere Soudal Quick-Step Devo Team. International ohne nennenswerte Ergebnisse, gewann er auf nationaler Ebene unter anderem die Gesamtwertung der Tour de Namur. Zur Saison 2022 erhielt er einen Vertrag bei UCI ProTeam Sport Vlaanderen-Baloise. Wertvollstes Ergebnis während der zwei Jahre im Team war der vierte Platz beim Grand Prix Cycliste La Marseillaise gleich bei seinem ersten Renneinsatz. Bei verschiedenen Rundfahrten platzierte er sich wiederholt in den Top 10 der Nachwuchswertung und unterstrich sein Talent als Rundfahrer.
2024 wechselte Berckmoes zum Team Lotto Dstny. Mit seinem neuen Team startete er in die Saison mit mehreren Top-10-Tagesplatzierungen bei der Étoile de Bessèges und der Tour of Oman. Bei der Settimana Internazionale Coppi e Bartali erzielte er mit dem Gewinn der letzten Etappe seiner ersten Sieg als Radprofi. Bei den vorherigen vier Etappen stand er bereits dreimal auf dem Podium, womit er sich auch die Punktewertung sicherte. Es folgten mit dem dritten Platz bei den Vier Tagen von Dünkirchen, dem siebten Platz beim Arctic Race of Norway und dem fünften Platz bei der Dänemark-Rundfahrt Top-Platzierungen in der Gesamtwertung mehrerer Rundfahrten der UCI ProSeries. Noch in derselben Saison konnte er beim Eintagesrennen Muur Classic Geraardsbergen den zweiten Sieg seinem Palmarès hinzufügen. Ebenfalls 2024 gewann er den GP Zele, ein traditionsreiches belgisches Eintagesrennen des nationalen Kalenders.

## Erfolge
2024
- eine Etappe und Punktewertung Settimana Internazionale Coppi e Bartali
- Muur Classic Geraardsbergen

2025
- eine Etappe Belgien-Rundfahrt

## Grand Tour-Platzierungen
| Grand Tour            | 2025 |
| --------------------- | ---- |
| Giro d’ItaliaGiro     | –    |
| Tour de FranceTour    | 66   |
| Vuelta a EspañaVuelta | …    |